# Siegfried Schieder
Siegfried Schieder (* 16. August 1968 in Kastelruth, Südtirol, Italien) ist ein deutsch-italienischer Politikwissenschaftler und seit 2009 Jean Monnet Post-Doctoral Fellow am Robert Schuman Centre for Advanced Studies (RSCAS) des European University Institute in Florenz.

## Leben
Studiert hat Siegfried Schieder Politikwissenschaft, Philosophie und Rechtswissenschaften (mit Schwerpunkt Völkerrecht) an den Universitäten Wien (1989–1990), Bologna (1993) und am Otto-Suhr-Institut (Diploma-Abschluss) der FU Berlin (1990–1995).
Von 1995 bis 2001 war Schieder Wissenschaftlicher Mitarbeiter an der Technischen Universität Dresden, Visiting Lecturer an der FU Berlin (1999–2000), Research Fellow und Assistant Professor für internationale Beziehungen und Vergleichende Außenpolitik an der Universität Trier (2001–2009). Seine Promotion erlangte er 2006/2007 im Fachbereich III der Universität Trier.
Seit 2010 ist er zudem Dozent an der Fudan-Universität in Shanghai im Rahmen der German-Chinese Graduate School of Global Politics. Am 1. Oktober 2010 nahm er die Vertretung des Lehrstuhls für Internationale Beziehungen und Außenpolitik von Hanns W. Maull an der Universität Trier wahr. Vom Wintersemester 2011/12 bis zum Wintersemester 2012/13 arbeitete er als Wissenschaftlicher Mitarbeiter an der Ruprecht-Karls-Universität Heidelberg im Institut für Politische Wissenschaft. Von April 2013 bis März 2015 vertrat er erneut den Lehrstuhl für Internationale Beziehungen und Außenpolitik an der Universität Trier. 
Im Sommersemester 2015 nahm er die Vertretung der W 3 - Professur für Internationale Beziehungen am Institut für Politikwissenschaft der Technischen Universität Darmstadt wahr. Seit dem Wintersemester 2016 lehrt Schieder wieder an der Ruprecht-Karls-Universität Heidelberg.

## Forschungsschwerpunkte
- EU-Außenbeziehungen und Europäisierung
- Theorien der Internationalen Beziehungen
- Deutsche Außen- und Europapolitik
- Internationale Verhandlungspolitik und Diplomatie
- Völkerrecht und politische Theorie

## Mitgliedschaften in Berufsverbänden
- 1998: Deutsche Vereinigung für Politikwissenschaft (DVPW)
- 2006: Deutsche Gesellschaft für Auswärtige Politik (DGAP)
- 2008: International Studies Association (ISA)
- 2008: European Union Studies Association (EUSA)
- 2010: Mitglied des Review Panels „Zeitschrift für Internationale Beziehungen“

## Publikationen
- als Hrsg.: Die Außenpolitik der europäischen Länder. VS Verlag für Sozialwissenschaften, Wiesbaden 2014.
- mit Manuela Spindler (Hrsg.): Theories of International Relations. Routledge, London/ New York 2014. (peer-review)
- La politique européenne de la RFA en quête de nouveaux équilibres. In: Alfred Grosser u. a. (Hrsg.): Allemagne, les chemins de l’unité, ou : La reconstruction d’une identité en 12 tableaux. Travaux et Documents du CIRAC, Paris 2011, S. 31–63.
- The Social Construction of European Solidarity: Germany and France in the EU policy towards the states of Africa, the Caribbean, and the Pacific (ACP) and Central and Eastern European Countries (CEEC). In: Journal of International Relations and Development. 14, 2011, S. 4.
- Germany: Problematizing Europe, or evidence of an emergent Euroscepticism? In: Robert Harmsen, Joachim Schild (Hrsg.): Debating Europe: The 2009 European Parliament Elections and Beyond. (= Schriftenreihe des AK Europäische Integration e.V. Band 65). Nomos, Baden-Baden, S. 33–51.
- Die gestaltende Kraft von Sprachbildern und Metaphern. Grenzen der deutschen Europapolitik. VS Verlag für Sozialwissenschaften, Wiesbaden 2011.
- mit M. Spindler: Theorien der Internationalen Beziehungen. 3. Auflage. Opladen, UTB 2010.
- mit M. Kranke: Current Debates in Global Politics. Graduate School of Global Politics Online. Free University Berlin und Fudan University, Shanghai 2010.
- Pragmatism and International Law. In: Harry Bauer, Elisabetta Brighi (Hrsg.): Pragmatism in International Relations. The New International Relations. Routledge, London, S. 124–143.
- mit R. Folz und S. Musekamp: Solidarity through Inclusion: The French, German and Swedish debate on EU-policy towards the states of Africa, the Caribbean, and the Pacific (ACP). In: Andreas Gestrich, Lutz Raphael, Herbert Uerlings (Hrsg.): Strangers and Poor People. Changing Patterns of Inclusion and Exclusion in Europe and the Mediterranean World from Classical Antiquity to the Present Day. P. A. Lang, Frankfurt am Main/ New York 2009, S. 13–43.
- Solidarität durch Inklusion: Frankreich und Deutschland in der europäischen Entwicklungspolitik gegenüber den AKP-Staaten. In: Lutz Raphael, Uerlings, Herbert (Hrsg.): Zwischen Ausschluss und Solidarität. Modi der Inklusion/Exklusion von Fremden und Armen in Europa seit der Spätantike. Lang, Frankfurt am Main/ New York 2008, S. 521–548.
- mit Sebastian Harnisch: Germany's New European Policy: Weaker, Leaner, Meaner. In: Hanns W. Maull (Hrsg.): Germany´s Uncertain Power. Foreign Policy of the Berlin Republic. Palgrave, London/ New York, S. 95–109.
- mit H. W. Maull und S. Harnisch: Die ZIB als Forum der deutschen IB? Eine kritische Bestandsaufnahme. In: Zeitschrift für Internationale Beziehungen. 11, 2004, S. 2, 357–365.
- PolitikON – Vom Nutzen und Nachteil der neuen Medien in der Lehre von den Internationalen Beziehungen. In: Zeitschrift für Internationale Beziehungen. 10, 2004, S. 2, 383–412.
- mit Manuela Spindler (Hrsg.): Theorien der internationalen Beziehungen. Leske + Budrich, Opladen 2003, ISBN 3-8252-2315-9. (Das Lehrbuch wurde 2008 mit dem von der Fritz Thyssen Stiftung, dem Börsenverein des Deutschen Buchhandels und dem Auswärtigen Amt gestifteten Preis „Geisteswissenschaften international“ ausgezeichnet)
- Pragmatism as a Path Towards a Discursive and Open Theory of International Law. In: European Journal of International Law. (EJIL), 11, 2000, S. 3, S. 663–698.